# Île de la Pradelle
Pour les articles homonymes, voir Pradelle (homonymie).
L'Île de la Pradelle est une île située sur la Saône appartenant à la commune de Quincieux.